# Riseh Tunong
Riseh Tunong is een bestuurslaag in het regentschap Aceh Utara van de provincie Atjeh, Indonesië. Riseh Tunong telt 2916 inwoners (volkstelling 2010).